# Centre hospitalier universitaire de Montpellier
Le centre hospitalier universitaire de Montpellier (CHU de Montpellier) est un centre hospitalier universitaire situé à Montpellier dans l'Hérault.

## Présentation
Le CHU de Montpellier exerce des missions fondamentales telles que le soin, l'enseignement, la recherche. Cet établissement de service public constitue une des premières source d'emploi en Occitanie, avec 11 683 personnels hospitaliers, ce qui le place au second rang des employeurs de la région (après le CHU de Toulouse). Son activité comptabilise 3 725 naissances, 40 200 interventions chirurgicales, 132 661 passages aux urgences, 239 321 hospitalisations, 568 551 consultations par an . Pour y répondre, l'hôpital est équipé de 2 111 lits et 510 places. 
L’activité de greffe et de transplantation est au centre  des orientations stratégiques du CHU avec 604 greffes réalisées en 2021 à Montpellier, dont 21 greffes de cœur, 69 greffes hépatiques, 2 greffes du pancréas, 152 cellules souches adultes et 21 pour les enfants, 145 greffes rénales et 145 greffes de cornée, 1 ilots de Langherans, 45 CAR-T cells.
La coopération hospitalière réunit l'ensemble des activités, associées aux missions de l'hôpital (soins, enseignement, recherche), qu'elles aient lieu  à l'étranger ou en France, aux bénéfices de professionnels étrangers.

## Soins

### Les établissements
Le CHU de Montpellier est composé de huit établissements qui sont répartis sur deux sites principaux :
- Site 1 : 
  - L'hôpital Arnaud de Villeneuve[3] : Les principales activités de l'hôpital Arnaud de Villeneuve sont la prise en charge de la femme et de l'enfant (maternité, gynécologie, pédiatrie…), ainsi que la cardiologie et la pneumologie ;
  - L'hôpital Lapeyronie[4] : Les principales activités de l'hôpital Lapeyronie sont la prise en charge des urgences, l'endocrinologie, la diabétologie, l'urologie, la chirurgie des os et des articulations, la rhumatologie, la prise en charge médicale et la médecine légale ;
  - Le centre Antonin Balmès[5] est spécialisé dans la gérontologie et la gériatrie ;
  - L'hôpital La Colombière[6] est spécialisé dans la psychiatrie.
- Site 2 : 
  - L'hôpital Gui de Chauliac[7] est spécialisé dans la prise en charge des soins de la tête et du cou (oto-rhino-laryngologie, ophtalmologie, neurologie, chirurgie plastique, dermatologie, etc.), les neurosciences et les maladies infectieuses ;
  - L'hôpital Saint-Éloi[8] : Ses principales activités sont liées au système digestif (chirurgie viscérale et digestive, Hépato-gastro-entérologie, etc.) ainsi qu'à l'oncologie médicale.
- Autres sites :
  - Le Centre de soins pour personnes âgées (CSPA) Bellevue[9] est situé dans le quartier « Plan des Quatre Seigneurs » ;
  - le Centre de soins dentaires[10] : Le service d'Odontologie est situé à proximité immédiate de la Faculté d'Odontologie dans le quartier « Euromédecine » ;
  - le Centre administratif « André Bénéch » : Il regroupe les bureaux de la direction et du pilotage du CHU de Montpellier (direction générale, ressources humaines, finances, communication, informatique, etc.) ;
  - Les intendances annexes[11] : Le CHU possède de nombreux bâtiments annexes situés notamment au nord de Montpellier et regroupent entre autres la plateforme logistique, la blanchisserie, l'unité centrale de préparation alimentaire, etc. ;
- 37 structures externes de psychiatrie.

Galerie des établissements :
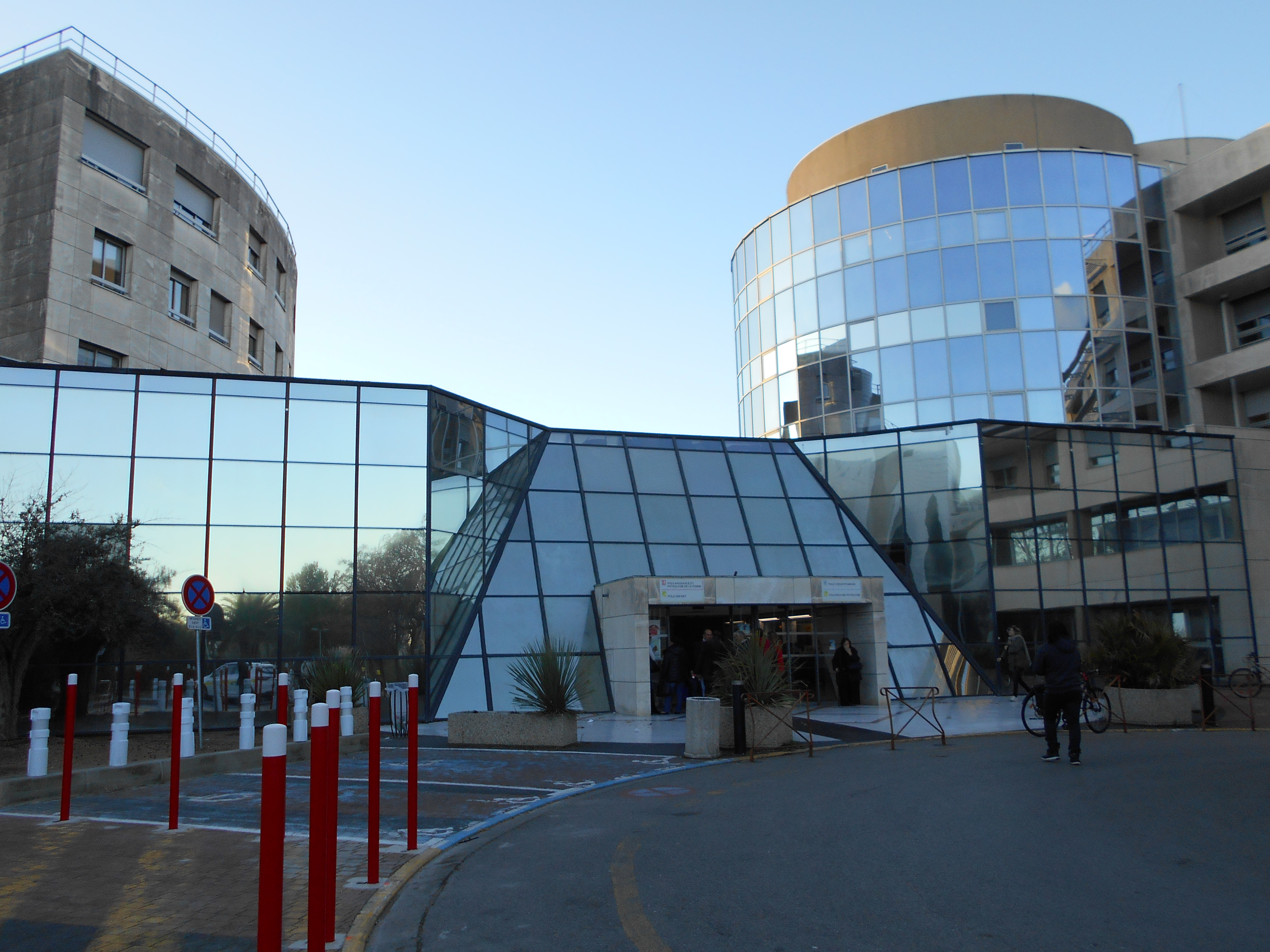
Entrée principale de l'hôpital Arnaud de Villeneuve.
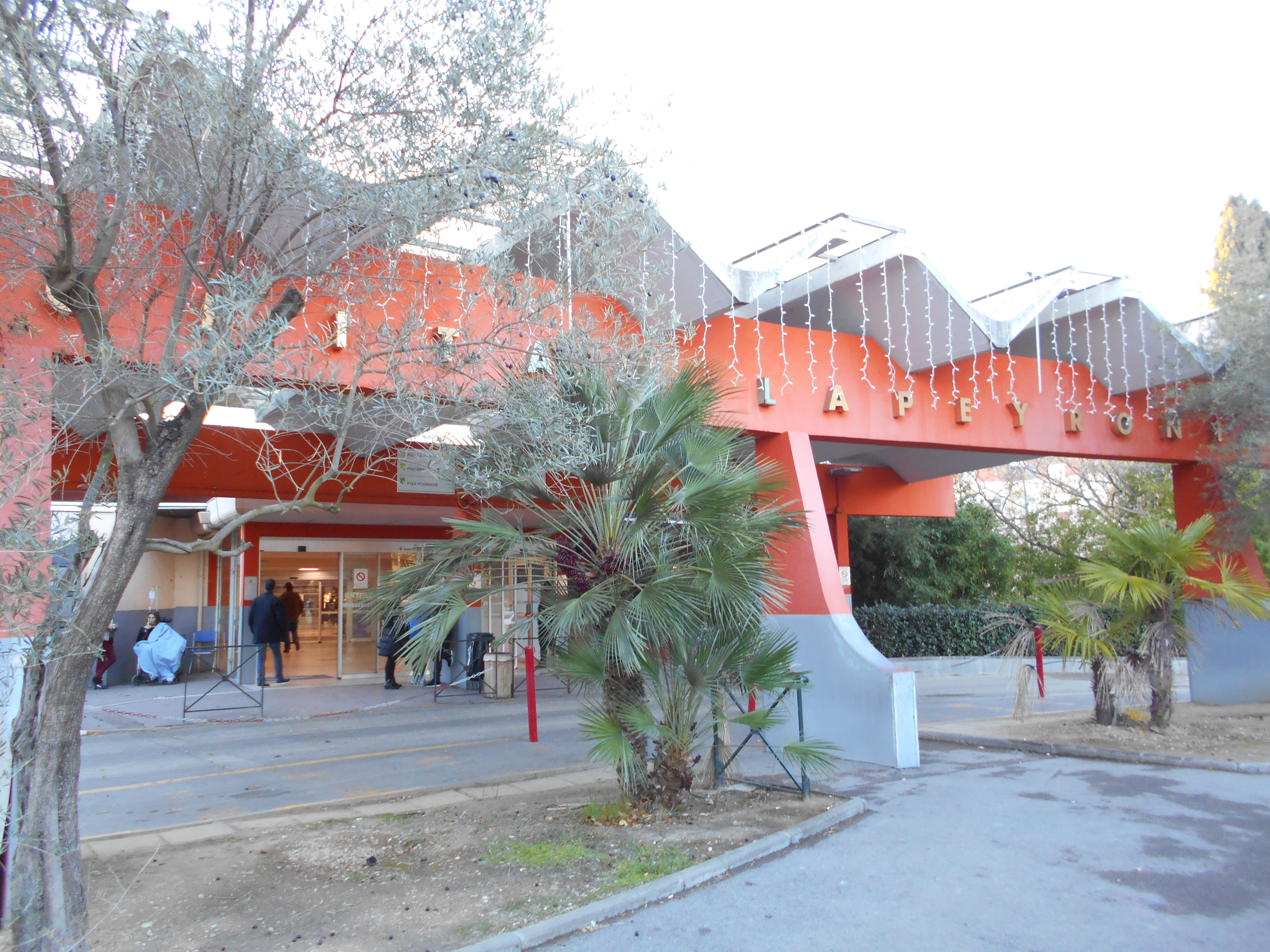
Entrée principale de l'hôpital Lapeyronie.
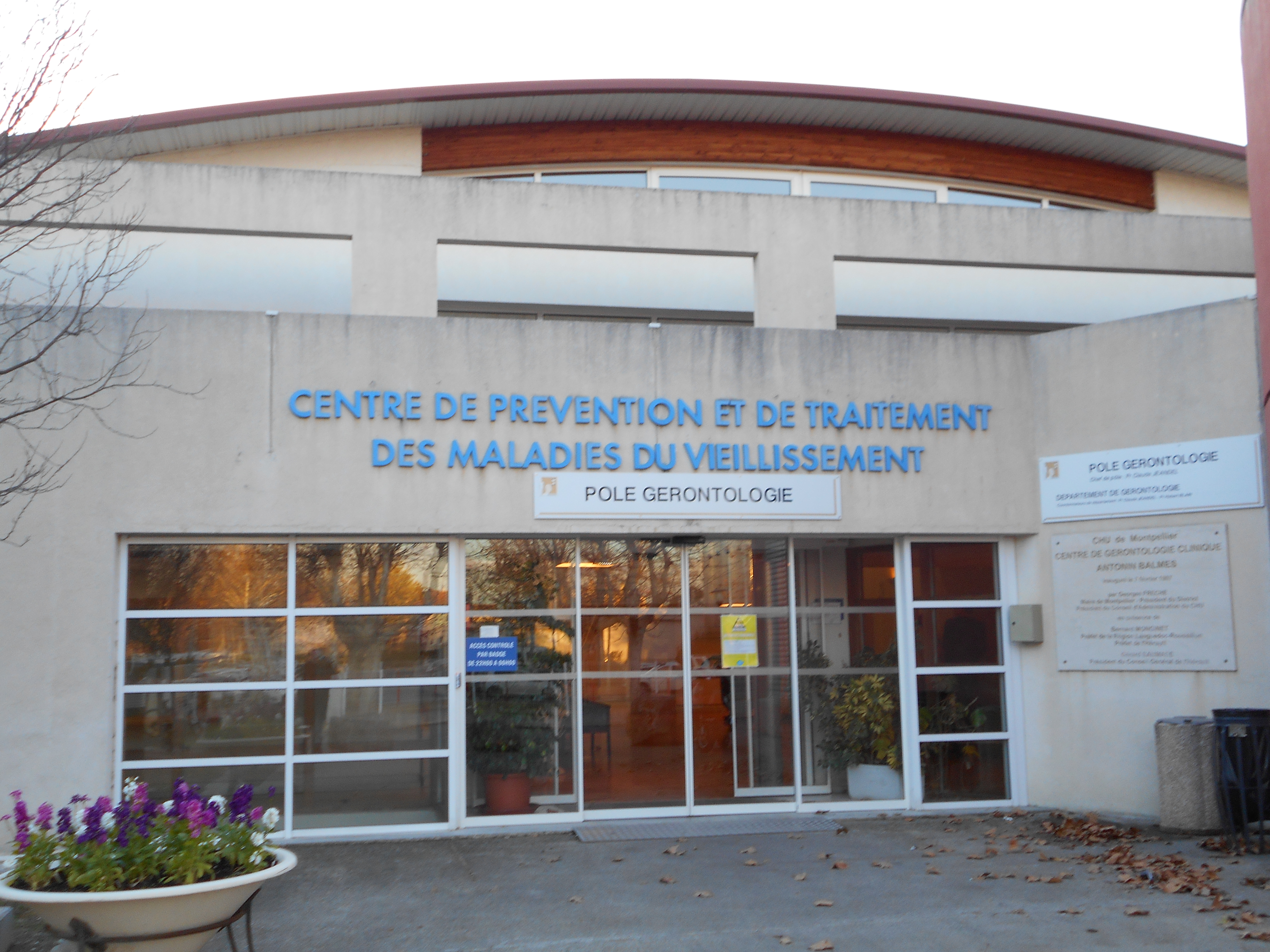
Centre Antonin Balmès.
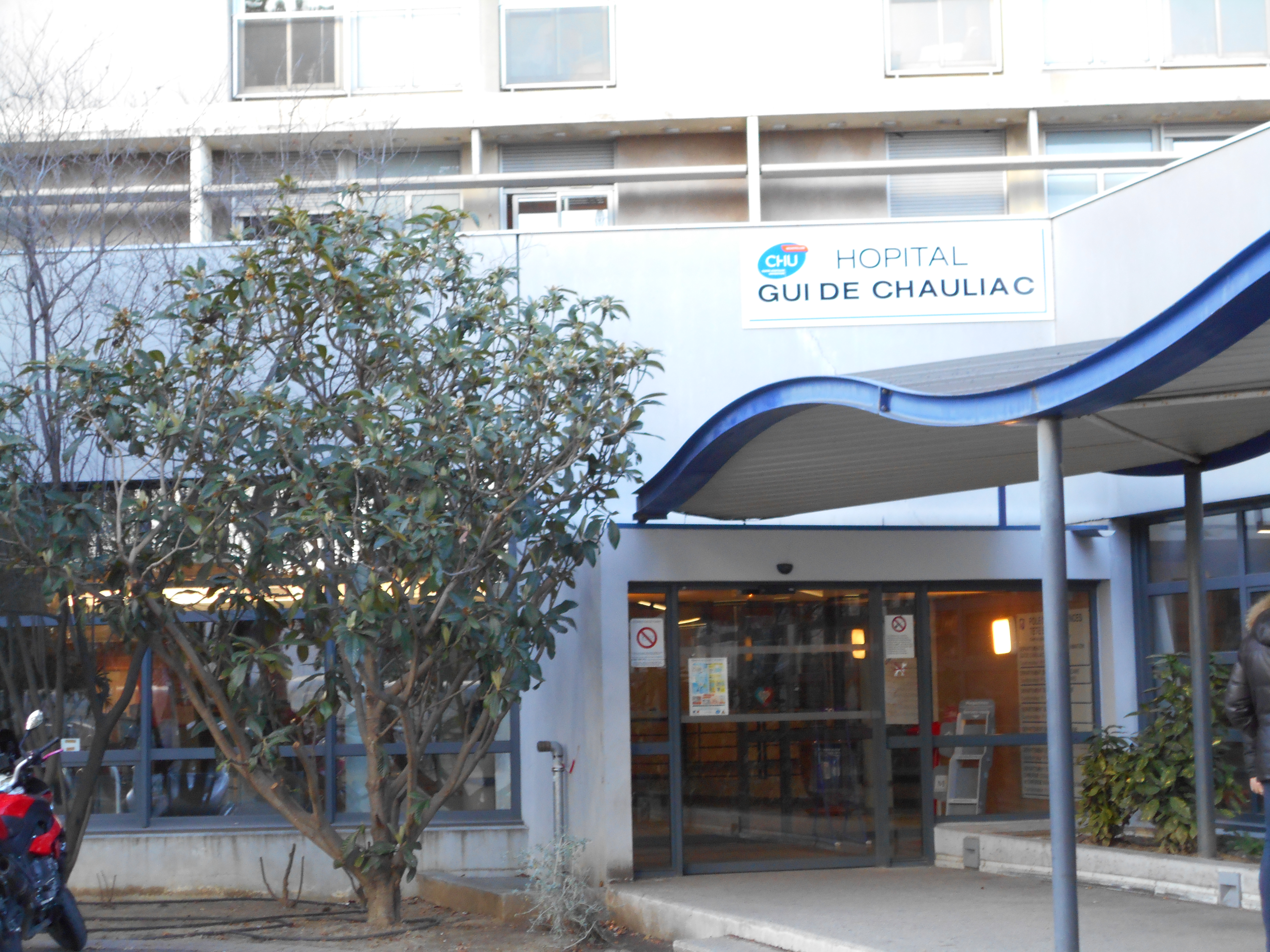
Entrée principale de l'hôpital Gui de Chauliac.
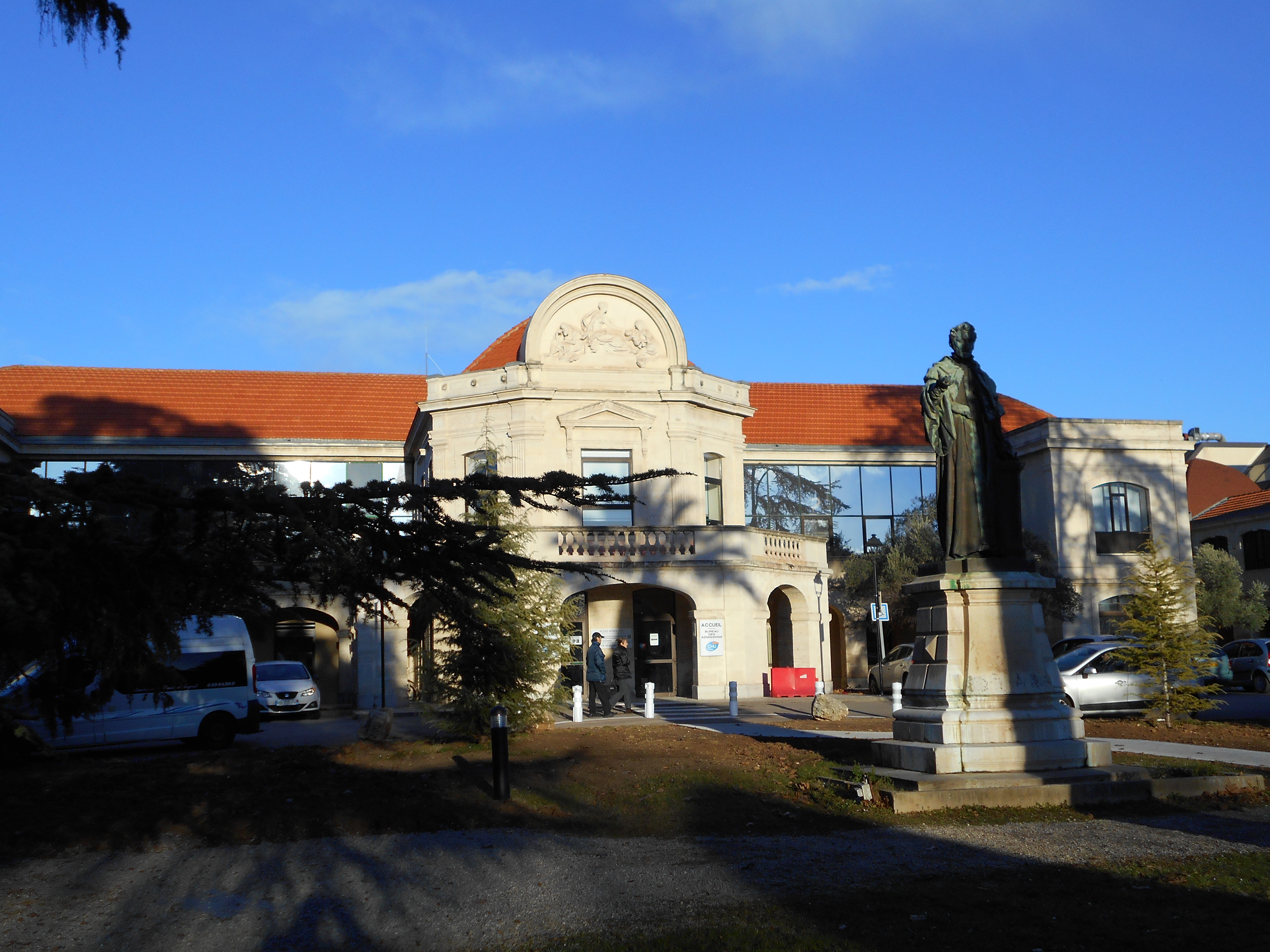
Entrée principale de l'hôpital Saint-Eloi.
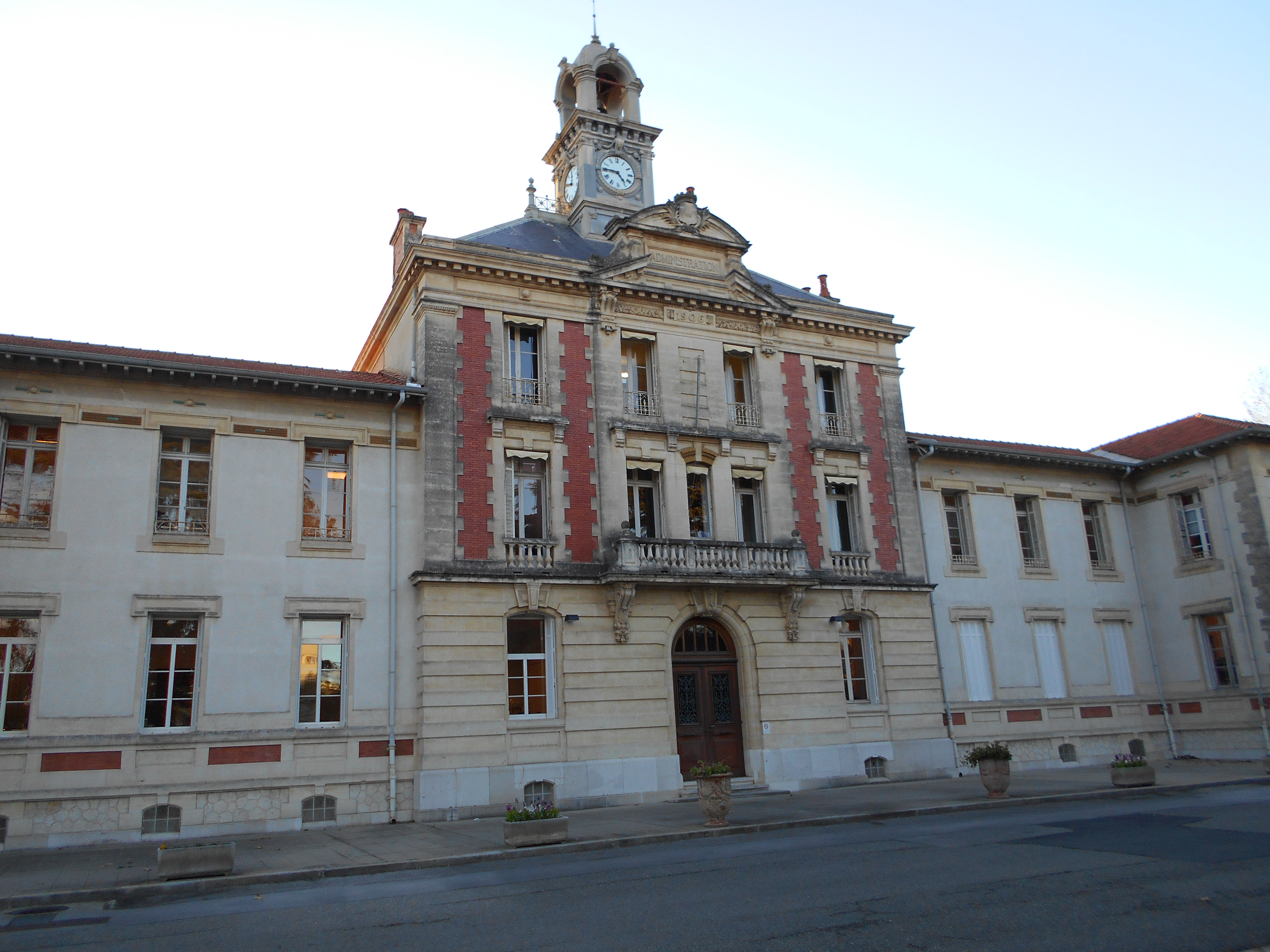
L'hôpital La Colombière (bâtiment de la direction datant de 1906) initialement dénommé "asile de Font d'Aurelle".

### Équipements
Le CHU de Montpellier est doté des équipements suivants :
- 8 blocs opératoires avec 52 salles d’intervention
- 10 salles de radiologies interventionnelles
- 7 plateaux techniques, 6 IRM, 7 scanners, 2 TEP-Scan, 1 lithotripteur, 3 gamma-caméras hybrides et 1 gamma caméra CZT spécialisé cœur
- 7 angiographes numérisés, 3 salles de coronarographie
- 1 hélitation avec un Hélicoptère de secours nommée Sinus Hélico de type Bell429 (FH-BEK)

## Enseignement

### Un établissement d’enseignement
Pour les étudiants de la Faculté de médecine de Montpellier, la Faculté de pharmacie de Montpellier et la Faculté d'odontologie de Montpellier, comme pour les professionnels, le CHU est un lieu d'enseignement pratique de la médecine, de la pharmacie et de l’odontologie, grâce à une plate-forme commune d’enseignement par simulation (Faculté / CESU).
En 2021, l'hôpital a formé 602 étudiants en médecine, 133 étudiants en pharmacie et 217 étudiants en odontologie et 80 en maïeutique.

### Les instituts de formations
Neuf écoles et instituts de formations aux métiers de la santé accueillent près de 1 057 étudiants, les formations ont lieu à l'Institut de formation aux métiers de la santé (IFMS, 1146 avenue du Père Soulas) :
- Institut de formation en soins infirmiers (IFSI)
- École d'infirmiers de bloc opératoire
- École d'infirmiers anesthésistes
- École de puéricultrices
- Institut de formation des cadres de santé (IFCS)
- Institut de formation d'aides-soignants (IFAS)
- Institut de formation des ambulanciers et auxiliaires ambulanciers
- Institut de formation de manipulateur en électroradiologie médicale (IFMEM)
- Centre de formation des préparateurs en pharmacie hospitalière (CFPPH) (en lien avec la Faculté de pharmacie de Montpellier)

## Recherche et innovation
Le CHU de Montpellier est, comme six autres CHU, reconnu comme « fort chercheur » et se situe en 5ème position du classement national SIGAPS.
La plupart des laboratoires de recherches médicale situées au CHU sont liés par convention (via des Unités Mixtes de Recherche) à l'Université de Montpellier, à l'INSERM et au CNRS.